# Bazar Polski
Der Polnische Bazar (polnisch Bazar Polski) wurde 1911 in Zakopane auf Initiative von Władysław Zamoyski als Kunstgalerie an der Flaniermeile Krupówki im Stadtzentrum erbaut. Zunächst wurde die Kunstgalerie von Zakopane, später von Museen in Warschau, Krakau und Nowy Sącz verwaltet.
Ab 2001 befindet sich die Zakopaner Stadtkunstgalerie im Bazar Polski. Es wird moderne polnische Kunst aller Gattungen, insbesondere Malerei, Graphik, Zeichnungen, Plastik, Webearbeiten, Musik und Film, ausgestellt.